# ليلى بارون
ليلى بارون، إعلامية كويتية. عملت في قناة الوطن منذ عام 2007 وتحديداً في تقديم نشرة الأخبار. استقالت من قناة الوطن بعام 2012. و في عام 2014 عملت كمذيعة إقتصادية في البحرين وبالتحديد في قناة العرب بالتعاون مع بلومبرغ. وبعد إغلاقها انتقلت ليلى بارون إلى العمل في أبوظبي وبالتحديد في سكاي نيوز عربية. بعد عودتها إلى الكويت انتقلت ليلى بارون إلى تلفزيون الكويت وتشارك بتقديم برنامج "ليالي الكويت" .الأكثر مشاهدة إلى اليوم